# Wilfred Włochaty
Wilfred I Włochaty (Kudłaty, katal. Guifré el Pilós, hiszp. Vifredo el Velloso lub Wilfredo, Wifredo, Guifredo, Guilfredo; zm. 11 sierpnia 897) – władca kataloński, hrabia Urgell (870-897), Cerdanyi (870-897), Barcelony (878-897), Girony (878-897), Besalú (878-897) i Ausony (886-897); do 878 r. nie posiadał tytułu hrabiowskiego de iure. Walczył z Maurami zdobywając miasta Manresa i Tarragona. Umocnił pozycję Katalonii jako księstwa chrześcijańskiego fundując opactwo w Ripoll, gdzie spoczywa.
Zmarł w 897 podczas obrony Barcelony przed muzułmańską armią władców Saragossy i Lleidy.

## W kulturze

### Legenda
Z Wilfredem Włochatym wiąże się jedna z legend dotyczących powstania herbu i flagi Katalonii. Wilfred wyruszył na pomoc wojskom króla frankijskiego Karola II Łysego (bądź jego syna, Ludwika Jąkały), walczącym z armią arabską, lub najazdem Normanów. Ranny w trakcie oblężenia Wilfred został nagrodzony przez króla nadaniem znaku, którym mogliby się posługiwać jego następcy. Monarcha zanurzył 4 palce w ranie Wilfreda i nakreślił nimi cztery pasy na jego złotej tarczy.

### Gry wideo
Seria Crusader Kings - jednym z grywalnych władców jest Guifré 'the Hairy' de Barcelona, przedstawiony jako hrabia Urgell.